# Liste der Mitglieder der American Academy of Arts and Sciences/1978
Im Jahr 1978 wählte die American Academy of Arts and Sciences 132 Personen zu ihren Mitgliedern.

## Neu gewählte Mitglieder
- Robert Paul Abelson (1928–2005)
- Sydney Eckman Ahlstrom (1919–1984)
- Bruce Michael Alberts (* 1938)
- Armen Albert Alchian (1914–2013)
- Archie Randolph Ammons (1926–2001)
- Herbert Lawrence Anderson (1914–1988)
- Edward Larrabee Barnes (1915–2004)
- Brian Michael Barry (1936–2009)
- Suzanne Berger (* 1939)
- Richard Stephen Berry (1931–2020)
- Boris Irving Bittker (1916–2005)
- Brebis Bleaney (1915–2006)
- Floyd Elliott Bloom (1936–2025)
- Robert James Brentano (1926–2002)
- Urie Bronfenbrenner (1917–2005)
- Walter Dean Burnham (1930–2022)
- Warren Lee Butler (1925–1984)
- John Cage (1912–1992)
- Hampton Lawrence Carson (1914–2004)
- Diego Menendez-Pidal Catalan (1928–2008)
- Stanley Louis Cavell (1926–2018)
- Thomas Dolliver Church (1902–1978)
- Carlo Manlio Cipolla (1922–2000)
- Marion Clawson (1905–1998)
- Robert Norman Clayton (1930–2017)
- Ronald Harry Coase (1910–2013)
- Stanley Norman Cohen (* 1935)
- Stirling Auchincloss Colgate (1925–2013)
- Elizabeth Florence Colson (1917–2016)
- Wesley Frank Craven (1905–1981)
- Archibald Kimbrough Davis (1911–1998)
- Giancarlo DeCarlo (1919–2005)
- Pierre Deligne (* 1944)
- Hector Floyd DeLuca (* 1930)
- John Mark Deutch (* 1938)
- Peter Arthur Diamond (* 1940)
- Theodor Otto Diener (1921–2023)
- Ronald Philip Dore (1925–2018)
- Jacques H. Drèze (* 1929)
- Louis Charles Jean Dumont (1911–1998)
- Eugene B. Dynkin (1924–2014)
- Richard Ainley Easterlin (1926–2024)
- Walter Feit (1930–2004)
- Robben Wright Fleming (1916–2010)
- William Clyde Friday (1920–2012)
- Daniel Carleton Gajdusek (1923–2008)
- David Gale (1921–2008)
- Thomas Valerianovich Gamkrelidze (1929–2021)
- Theodore Henry Geballe (1920–2021)
- Johannes Geiss (1926–2020)
- Norman Geschwind (1926–1984)
- Grant Gilmore (1910–1982)
- Paul Greengard (1925–2019)
- Marianne Grunberg-Manago (1921–2013)
- John Bertrand Gurdon (* 1933)
- Norman Hackerman (1912–2007)
- Dimitri Hadzi (1921–2006)
- Stig Torsten Erik Hägerstrand (1916–2004)
- Lawrence Halprin (1916–2009)
- Harlyn Odell Halvorson (1925–2008)
- William Donald Hamilton (1936–2000)
- Stanley William Hayter (1901–1988)
- Robert Louis Herbert (* 1929)
- John Hersey (1914–1993)
- George Kirkpatrick Hunter (1920–2008)
- Roman Wladimir Jackiw (1939–2023)
- Arthur Michael Jaffe (* 1937)
- Horst Woldemar Janson (1913–1982)
- Lyle Howard Jensen (1915–2008)
- Christian Eduard Friedrich Junge (1912–1996)
- Alfred Edward Kahn (1917–2010)
- Donald R. Kelley (* 1931)
- George Alexander Kennedy (1928–2022)
- Richard Darwin Keynes (1919–2010)
- Motoo Kimura (1924–1994)
- Leslie Kish (1910–2000)
- Kunihiko Kodaira (1915–1997)
- Gerald Holmes Kramer (* 1938)
- Irving Bernard Kravis (1916–1992)
- Saul Kripke (1940–2022)
- Irving Lavin (1927–2019)
- Richard Leacock (1921–2011)
- Paul Émile Lemerle (1903–1989)
- Hugh Lloyd-Jones (1922–2009)
- George Bellamy Mackaness (1922–2007)
- Duncan MacRae (1921–2008)
- Edwin Mansfield (1930–1997)
- Giacomo Manzu (1908–1991)
- Barry Charles Mazur (* 1937)
- James Ingram Merrill (1926–1995)
- Joseph Irwin Miller (1909–2004)
- George Daniel Mostow (1923–2017)
- Arno Gunther Motulsky (1923–2018)
- Paul Hubert Mueller (1923–2012)
- Bruce Churchill Murray (1931–2013)
- David Ledbetter Nanney (1925–2016)
- Alwin Theodore Nikolais (1912–1993)
- Goffredo Petrassi (1904–2003)
- John Wyndham Pope-Hennessy (1913–1994)
- Johannes Quasten (1900–1987)
- Robert Rauschenberg (1925–2008)
- James Robert Rice (* 1940)
- Michael George Rossmann (1930–2019)
- Philip Geoffrey Saffman (1931–2008)
- Carl Edward Sagan (1934–1996)
- Andrew Victor Schally (1926–2024)
- Irving Saul Shapiro (1916–2001)
- Kai Manne Börje Siegbahn (1918–2007)
- Philip Siekevitz (1918–2009)
- Maxine Frank Singer (1931–2024)
- Ray Fred Smith (1919–1999)
- Oliver Smithies (1925–2017)
- Craig Hugh Smyth (1915–2006)
- Arthur Morton Squires (1916–2012)
- Leo Steinberg (1920–2011)
- Saul Steinberg (1914–1999)
- John Walter Thibaut (1917–1986)
- David Wynne Thorne (1908–1979)
- William Paul Thurston (1946–2012)
- Michael Kemp Tippett (1905–1998)
- Barbara Wertheim Tuchman (1912–1989)
- Gordon Tullock (1922–2014)
- Hamao Umezawa (1914–1986)
- George Hoagland Vineyard (1920–1987)
- Kurt Weitzmann (1904–1993)
- Charles Francis Westoff (* 1927)
- Robert Woodrow Wilson (* 1936)
- Evelyn M. Witkin (1921–2023)
- Bernhard Witkop (1917–2010)
- Herman Ole Andreas Wold (1908–1992)
- Peter Adalbert Wolff (1923–2013)
- Rosalyn Sussman Yalow (1921–2011)